# Tessa Worley
Pour les articles homonymes, voir Worley.
Tessa Worley, née le 4 octobre 1989 à Annemasse (Haute-Savoie), est une skieuse alpine française, spécialiste de l'épreuve du slalom géant. Double championne du monde, elle fait partie depuis 2008 des meilleures mondiales dans cette discipline en Coupe du monde, totalisant à ce jour trente-six podiums dont seize victoires. Elle est également membre de l'Équipe de France militaire de ski (EFMS).
Le 14 février 2013, Tessa Worley remporte son premier titre de championne du monde de slalom géant à Schladming. Elle est à nouveau sacrée dans la même discipline le 16 février 2017 à Saint-Moritz. La skieuse du Grand Bornand est également double médaillée d'or mondiale avec la France dans la compétition par équipes, en 2011 et en 2017. Au terme de la saison 2016-2017, Tessa Worley remporte le petit globe de cristal couronnant sa première place au classement de la Coupe du monde de slalom géant. Parmi ses principales rivales en slalom géant, figure jusqu'en 2020 l'Allemande Viktoria Rebensburg qui est née le même jour qu'elle. Avec seize victoires, elle est la troisième skieuse ayant gagné le plus de géants en coupe du monde, à égalité avec l'Autrichienne Annemarie Moser-Pröll. 
Tessa Worley est, en compagnie de Kevin Rolland, porte-drapeau de l'équipe de France olympique pour les Jeux d'hiver de Pékin 2022 où elle ne connaît pas la réussite, sortant du tracé en deuxième manche, mais elle parvient à gagner son deuxième petit globe du slalom géant à la dernière course de la saison 2021-2022. Au terme de l'hiver 2022-2023, sans podium en Coupe du monde, et après 255 départs, Tessa Worley prend sa retraite sportive. 

## Carrière
Son père, Steven, est australien et sa mère, Madeleine, est française et monitrice de ski. Elle découvre à l'âge de deux ans le ski grâce à ses deux parents. Elle passe son enfance entre la France et la Nouvelle-Zélande jusqu'à l'âge de sept ans. Elle rentre alors en France avec sa mère et est inscrite au club du Grand Bornand.
Elle fait ses études au Collège classe sport de Thônes (District des Aravis), au Lycée du Fayet (Comité Mont Blanc), au Lycée d’été d'Albertville (Groupe « Relève » de la FFS) et elle y obtient un baccalauréat scientifique en 2008.
Après avoir fait ses gammes en coupe d'Europe et dans les courses FIS, elle participe à sa première épreuve de Coupe du monde sur un slalom géant en février 2007 à Sierra Nevada (Espagne). Non qualifiée pour la seconde manche, elle participe quelque temps plus tard aux Mondiaux juniors lors desquels elle obtient une neuvième place sur le slalom géant. Elle conclut cette première saison au plus haut niveau en terminant au pied du podium lors du géant des championnats de France.
Lors de l'épreuve d'ouverture de la Coupe du monde de ski alpin 2008 se déroulant à Sölden, la Française obtient la cinquième place finale du géant après avoir remonté le classement grâce au deuxième meilleur temps réalisé lors de la seconde manche (elle avait le 23e chrono lors de la première manche). Tessa Worley obtient ainsi le meilleur résultat de sa carrière pour son troisième départ en Coupe du monde.
Elle participe aux Championnats du monde juniors 2008 organisés en Espagne. Elle y décroche la médaille de bronze lors du slalom géant seulement devancée par l'Autrichienne Anna Fenninger et l'Allemande Viktoria Rebensburg.
En 2007, elle intègre l'Équipe de France militaire de ski qui dépend de l'École militaire de haute montagne à Chamonix. Elle porte le grade de sergent dans le corps des chasseurs alpins (armée de Terre).
Le 29 novembre 2008, à l'occasion du deuxième slalom géant de la Coupe du monde 2008-2009 organisé à Aspen aux États-Unis, elle remporte le premier succès majeur de sa carrière. Sixième à l'issue de la première manche, Tessa Worley réalise le meilleur temps du second tracé pour remporter l'épreuve, profitant par ailleurs de l'erreur de la gagnante de la première manche, l'Italienne Denise Karbon. Cette performance constitue le premier succès d'une Française en Coupe du monde depuis Ingrid Jacquemod en 2005, la précédente victoire française dans un slalom géant remontant à 1999 (Régine Cavagnoud s'était imposée à Copper Mountain).
La skieuse du Grand Bornand a renoué avec le succès lors de la Coupe du monde 2009-2010, samedi 12 décembre 2009, à Åre en Suède, où elle a remporté l'épreuve de slalom géant.
En 2010, elle remporte une médaille de bronze aux championnats du monde militaire de ski alpin.

### Saison 2010-2011: deux médailles aux championnats du monde

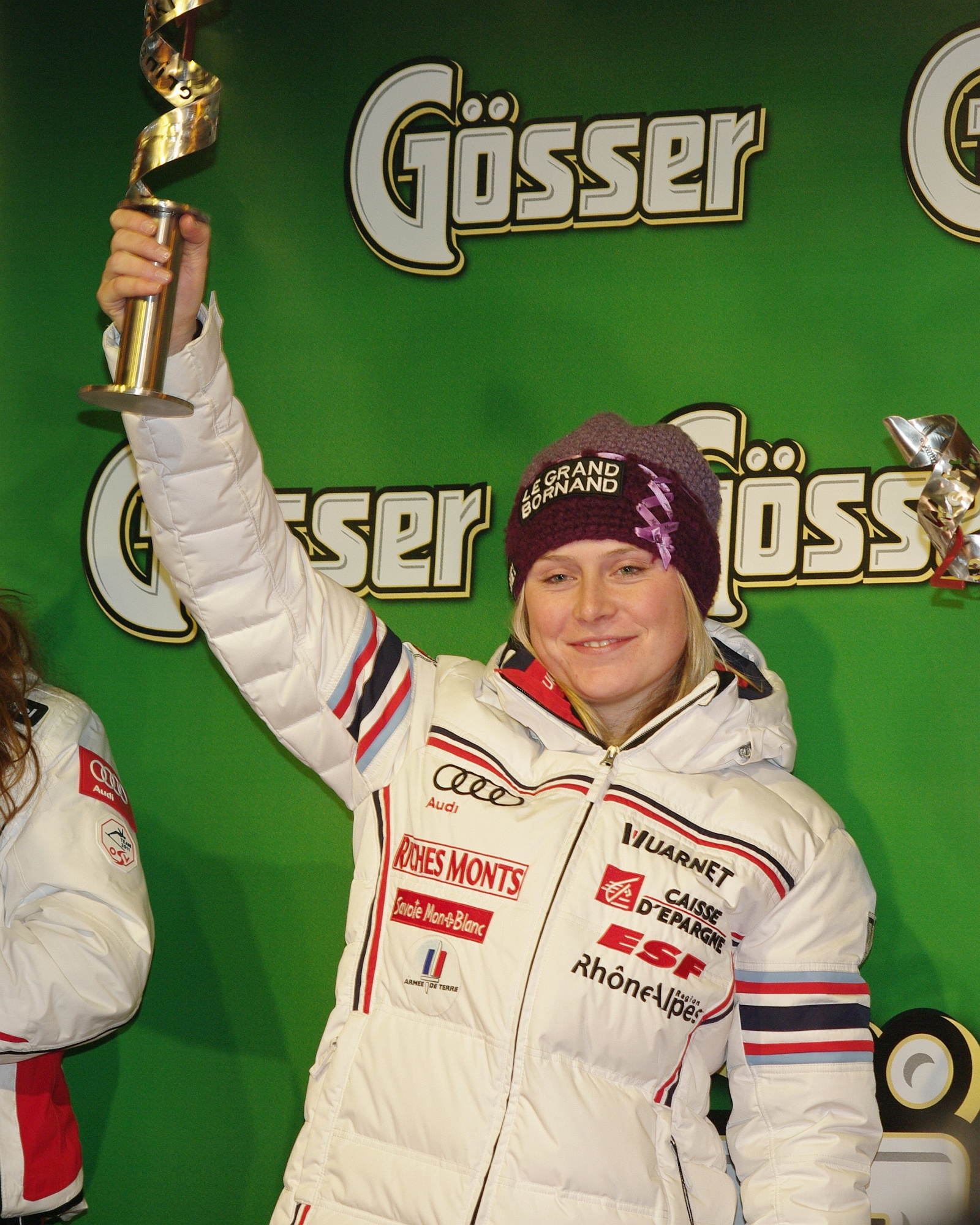
Tessa Worley à la cérémonie du slalom géant de Semmering, en décembre 2010.

Lors de la Coupe du monde 2010-2011, elle prend la tête du classement du géant après la troisième épreuve, grâce à sa huitième place lors du géant de Sölden et à deux victoires à Aspen et Saint-Moritz, les deux fois avec un centième d'avance sur la deuxième. Fin décembre, elle gagne le slalom géant de Semmering, sa troisième victoire consécutive. En tête après la première manche, elle conserve 62 centièmes d'avance sur Maria Riesch, confortant ainsi sa position en tête du classement de géant, 97 points devant l'Allemande Viktoria Rebensburg.
Elle échouera en fin de saison dans sa conquête du globe de cristal du géant, terminant à la 2e place, derrière Viktoria Rebensburg, et ce malgré ces trois victoires en 6 courses. Son abandon lors de la dernière épreuve de la saison à Špindlerův Mlýn, alors que sa rivale allemande montait sur la plus haute marche aura été fatal.
La même saison, aux Championnats du monde à Garmisch-Partenkirchen, elle contribue à la victoire de l'équipe de France dans la coupe des nations. Le lendemain en slalom géant, malgré une première manche ratée terminée à la dix-neuvième place, elle se reprend superbement en établissant le meilleur temps de la deuxième manche et obtient ainsi une médaille de bronze derrière l'Italienne Federica Brignone et la Slovène Tina Maze sacrée championne du monde.

### Saison 2011-2012: À la lutte avec Rebensburg pour le petit globe
Elle obtient son premier podium de la saison lors du géant de Lienz en se classant troisième derrière Anna Fenninger et Federica Brignone. Le 21 janvier 2012, elle remporte le slalom géant de Kranjska Gora, devant Brignone et Viktoria Rebensburg. Le 12 février 2012, pour la première course de coupe du monde disputée en Andorre, elle s'impose sur le slalom géant de Soldeu en devançant Tina Maze et Maria Höfl-Riesch. Cette deuxième victoire consécutive sur un slalom géant, conjuguée avec la sortie de piste de Viktoria Rebensburg, permet à Worley de prendre la tête du classement de la spécialité aux dépens de l'Allemande. Elle perd sa place de leader au profit de Rebensburg dès la course suivante remportée par l'Allemande à Ofterschwang.
Elle terminera finalement à la 3e place du classement en géant et à une très honorable 11e place au classement général de la Coupe du monde 2011-2012 grâce aux quelques points glanés dans d'autres disciplines, surtout en slalom (avec une 10e place pour meilleur résultat de la saison)

### Saison 2012-2013: championne du monde du géant
Lors de la Coupe du monde 2012-2013, elle fait preuve d'une belle régularité au plus haut niveau en Géant, obtenant trois troisièmes places, à Saint-Moritz (9 décembre), Courchevel (16 décembre) et Semmering (29 décembre), sans parvenir à renouer avec la victoire.
Elle s'essaye également, de plus en plus souvent, aux autres disciplines, avec des résultats contrastés. Elle obtient notamment une belle 7e place au Super G de Saint-Moritz. Cette diversification lui permet de figurer en bonne place au classement général de la Coupe du monde 2012-2013.
Elle aborde les mondiaux de Schladming parmi les principales outsiders du géant qui se dispute sur une piste de la Planai qui selon elle correspond à ses qualités.
27e du super G, elle fait partie de l'équipe de France engagée sur la compétition par équipes (Team Event). Si la France est éliminée en quarts de finale par les Allemands, Worley fait bonne impression en remportant ses deux duels contre Veronika Velez Zuzulová et Maria Höfl-Riesch avec des chronos de bonne facture.
Le 14 février 2013, Tessa Worley est sacrée championne du monde de géant. Première partante de l'épreuve (dossard no 1) sur la Planai verglacée, elle creuse tout de suite des écarts importants, se poste en tête à la mi-course, puis s'impose largement à la fin en signant également le meilleur temps de la seconde manche pour l'emporter avec 1 seconde et 12 centièmes d'avance sur la Slovène Tina Maze, et 1 seconde et 18 centièmes sur l'Autrichienne Anna Fenninger. La skieuse du Grand Bornand devient la 5e française à remporter un titre planétaire dans cette discipline, après Lucienne Schmith en 1954, Marielle Goitschel en 1964 et 1968, Fabienne Serrat en 1974 et enfin Carole Merle à Morioka en 1993.
Worley obtient un nouveau podium en slalom géant en étant deuxième de la finale de Lenzerheide derrière Tina Maze. La Française termine quatrième de la coupe du monde de géant et onzième du classement général.

### Saison 2013-2014: blessure et forfait pour les Jeux de Sotchi
Après un début de saison 2013-2014 mitigé qui la voit finir 21e à Sölden et 9e à Beaver Creek en géant mais réussir des prestations notables en super G (10e à Beaver Creek et 9e à Saint-Moritz), Tessa Worley renoue avec la victoire en géant à Saint-Moritz le 14 décembre devant Jessica Lindell-Vikarby et Tina Maze et met ainsi un terme à deux ans d'insuccès en Coupe du Monde. Trois jours plus tard, Tessa Worley se blesse en faisant une mauvaise chute dans la première manche du slalom de Courchevel. Elle souffre d'une rupture du ligament croisé du genou droit et d'une lésion du ménisque, ce qui met un terme à sa saison et la prive des Jeux olympiques de Sotchi.

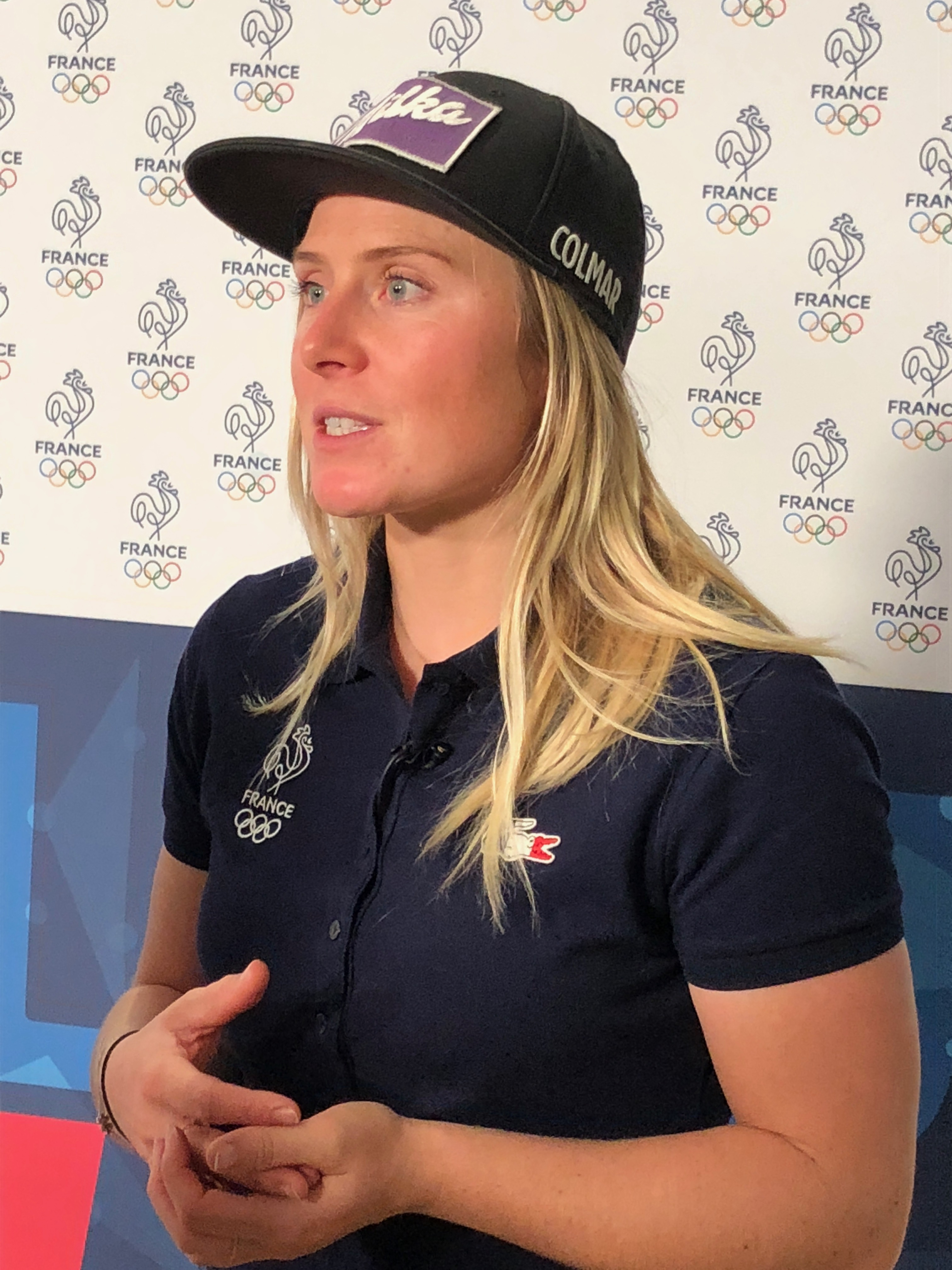
Tessa Worley en octobre 2017 à Paris.

### Saisons 2014-2015 et 2015-2016: le difficile retour
En 2014-2015, Tessa Worley participe à 17 épreuves de la Coupe du monde, ses meilleures performances étant une 7e place en début de saison à Sölden et une 8e en fin de saison à Meribel, toutes deux en géant.
En 2015-2016, elle prend part à 26 épreuves de coupe du monde, obtenant ses meilleurs résultats en début de saison avec en particulier une 4e place à Are en slalom géant. 

### Saison 2016-2017: deux médailles d'or aux Mondiaux de Saint-Moritz et le petit globe en fin de saison
Tessa renoue avec la victoire en géant le 26 novembre 2016 en remportant l'épreuve de Killington (VT-USA). Elle enchaîne par la suite, pour ce qui constitue la meilleure saison internationale de sa carrière : six courses, trois victoires (après Killington, elle l'emporte à Sestrières le 10 décembre et à Maribor le 7 janvier) et trois deuxièmes places (les deux géants de Semering et celui de Kronplatz). Elle porte ainsi le dossard rouge de leader de la Coupe du monde de la spécialité, en mesure de remporter son tout premier « petit globe de cristal ».   
Aux côtés d'Alexis Pinturault, de Mathieu Faivre et d'Adeline Baud Mugnier, elle décroche la médaille d'or lors de la course par équipes aux championnats du monde de 2017 a Saint-Moritz. Julien Lizeroux et Nastasia Noens complètent cette équipe en tant que remplaçants. Le 16 février 2017, elle remporte l'or du slalom géant, son deuxième sacre planétaire après celui de 2013. Meilleur temps sur le premier tracé, elle résiste aux assauts de Mikaela Shiffrin en deuxième manche, et la devance finalement de 34/100es de seconde, Sofia Goggia prenant le bronze à 74/100e. Tessa Worley n'est que la troisième skieuse alpine française à s'adjuger au moins deux titres mondiaux, après Fabienne Serrat et Marielle Goitschel, et la première en quatre décennies.

### Une saison 2017-2018 en demi-teinte
Avant de disputer ses deuxièmes Jeux Olympiques à Pyeongchang 2018, en slalom géant, mais aussi probablement en Super-G et dans la nouvelle épreuve du slalom parallèle par équipes nationales mixtes, Tessa Worley obtient pour commencer trois podiums en slalom géant : elle se classe 2e de la course d'ouverture à Sölden derrière Viktoria Rebensburg le 28 octobre, 2e à Courchevel, devancée, le 12 décembre, par Mikaela Shiffrin de 99/100es de seconde au terme des deux manches et est à nouveau 2e à Kranjska Gora, toujours dauphine de Shiffrin (à 31/100es) le 6 janvier. Enfin, Tessa Worley remporte sa seule victoire de la saison à l'arrivée du dernier slalom géant avant les Jeux d'hiver 2018, le 27 janvier à Lenzerheide : meilleur temps de la première manche, elle s'impose finalement avec 7/100es de seconde sur Viktoria Rebensburg. En Super-G, son meilleur classement de la saison est une 14e place à Cortina d'Ampezzo le 21 janvier, son meilleur résultat en carrière restant une 4e place à Lake Louise en mars 2017. 
Pour sa deuxième participation aux Jeux olympiques, elle ne connaît pas la réussite à PyeongChang : le 15 février, elle finit septième du géant remporté par Mikaela Shiffrin. Sur la piste de Jeongseon, elle se classe également 28e du Super-G. Elle termine la saison à la deuxième place du classement de Coupe du monde en slalom géant derrière Viktoria Rebensburg avec une victoire et quatre podiums et au treizième rang du classement général.

### Saison 2018-2019: une seule victoire et pas d'exploit aux Mondiaux
Le 27 octobre 2018 et pour la première fois de sa carrière, Tessa Worley remporte le slalom géant d'ouverture de la saison sur le glacier de Rettenbach à Sölden. Troisième de la première manche, elle réalise le meilleur temps sur le deuxième tracé et s'impose devant Federica Brignone à 35/100es et Mikaela Shiffrin à 94/100es. Il s'agit de la treizième victoire de sa carrière dans la spécialité. Elle se blesse au genou droit en chutant lors du Super-G de Lake Louise le 2 décembre, puis revient 19 jours plus tard pour le slalom géant de Courchevel où elle monte sur la troisième marche du podium derrière Viktoria Rebensburg et Mikaela Shiffrin qui l'emporte. Elle monte sur les deux podiums suivants dans sa discipline : 3e le 28 décembre à Semmering où Petra Vlhová s'impose, et 2e derrière Mikaela Shiffrin à Kronplatz le 15 janvier, en réalisant le meilleur temps de la deuxième manche.
Lors des Championnats du monde à Åre, Tessa Worley fait tout d'abord partie de l'équipe de France mixte qui est éliminée en quart de finale du Team Event. Puis dans sa discipline, le slalom géant disputé le 14 février sur la piste Gästrappet, elle commet une faute en fin de première manche qui la relègue à la 5e place provisoire, à 73/100es de seconde de Viktoria Rebensburg auteure du meilleur temps. Sur le 2e tracé, elle est gênée par des rafales de vent sur le haut du parcours et recule d'une place : elle cède son titre mondial en terminant 6e de l'épreuve gagnée par Petra Vlhová devant Rebensburg et Mikaela Shiffrin.
Au terme de la saison 2018-2019, Tessa Worley termine troisième du classement général des épreuves de slalom géant disputées tout au long de l'hiver, derrière Mikaela Shiffrin et Petra Vlhová.

### Saison 2020-2021: un quatorzième succès en géant
Plus de deux ans après sa dernière victoire en ouverture de l'exercice 2018-2019 à Sölden, Tessa Worley renoue avec le succès en remportant le géant de Plan de Corones/Kronplatz le 26 janvier 2021, après s'être classée 5e de la première manche. Elle met ainsi fin la domination Marta Bassino (4 victoires en 5 géants), la Française ayant également figuré deux fois sur le podium au cours de l'hiver, avant de signer la 14e victoire de sa carrière dans la même discipline. Dans l'aire d'arrivée, s'approchant de la caméra, elle dit « Bravo chéri ! » car sa victoire intervient le jour même de la retraite de son compagnon Julien Lizeroux, qui dispute son dernier slalom dans la soirée à Schladming. Finalement, avec trois podiums dont sa victoire à Kronplatz, elle termine à la troisième place du classement de sa discipline, comme en 2012 et en 2019.

### Saison 2021-2022: porte-drapeau à Pékin et deuxième petit globe du géant
Après s'être classée huitième du géant d'ouverture à Sölden, puis cinquième et quatrième de ceux de Courchevel, Tessa Worley termine l'année 2021 sur une bonne note en s'imposant lors de l'épreuve de Lienz le 28 décembre. Elle confirme son meilleur temps de la première manche en devançant finalement Petra Vlhová de 30/100es et Sara Hector de 38/100es. Elle décroche ainsi la quinzième victoire de sa carrière, ce qui la place parmi les trois skieuses les plus victorieuses dans la discipline. Elle obtient son trente-quatrième podium le 8 janvier en terminant deuxième à Kranjska Gora derrière Sara Hector. Elle améliore également ses résultats en Super-G en terminant cinquième à Zauchensee le 16 janvier, puis sixième une semaine plus tard à Cortina d'Ampezzo, avant d'obtenir son 35e podium dans sa discipline favorite, en se classant troisième sur la piste Erta de Plan de Corones le 25 janvier.
Le 26 janvier, elle est choisie — avec Kevin Rolland — comme porte-drapeau de l'équipe de France olympique pour la cérémonie d'ouverture des Jeux d'hiver de Pékin 2022. Ces Jeux ne sont pas cependant une réussite pour elle puisqu'elle sort en deuxième manche, puis termine seulement 19e du classement du Super-G. À l'issue de cette épreuve, elle annonce que ces Jeux seront ses derniers. Son dernier espoir de médaille repose sur l'épreuve du parallèle par équipe mixte mais l'équipe de France est éliminée en quarts de finale par la Norvège pour deux centièmes. 
Lors de la première course dans la discipline après ces Jeux, le 6 mars à Lenzerheide, elle remporte la seizième victoire de sa carrière après avoir réalisé le troisième temps de la première manche pour devancer sur le deuxième tracé Federica Brignone de 29/100e, et la nouvelle championne olympique Sara Hector, de 31/100e. Elle égale ainsi le total de victoires en géant d'Annemarie Moser-Pröll.
Tessa Worley arrive lors des finales de Méribel/Courchevel avec seulement cinq points de retard sur Sara Hector au classement du slalom géant. Le dénouement a lieu le 20 mars : Hector passe au travers (loin sur le premier tracé, 14e à la fin), Mikaela Shiffrin qui a largement dominé la première manche, pourrait s'adjuger le trophée en gagnant cette dernière course mais elle rate sa deuxième manche (elle termine 7e), alors que la Française se classe quatrième de la course remportée par Federica Brignone. Les 50 points ainsi marqués lui permettent de remporter le deuxième petit globe de sa carrière au bout du suspense.

### Saison 2022-2023: fin de carrière
Tessa Worley traverse sa dernière saison sans podium, comptabilisant au mieux des quatrièmes places en géant à Semmering et en super-G à Sankt Anton. Elle se classe dix fois dans le top 10 des courses qu'elle dispute. Lors des championnats du monde 2023, sur la piste du Roc de Fer de Méribel et devant son public, elle réalise une prometteuse première manche du slalom géant, avec le deuxième temps à 12/100e de Mikaela Shiffrin. Sur le deuxième tracé, alors qu'elle est encore en tête au dernier intermédiaire, elle commet une faute d'intérieur et chute à quelques portes de l'arrivée. Elle dispute sa 255e et dernière course de Coupe du monde le 19 mars à Soldeu puis annonce qu'elle a décidé de prendre sa retraite sportive après 17 années sur le circuit ponctuées par seize victoires, deux petits globes de cristal et deux titres mondiaux.

## Vie privée
Tessa Worley vit en couple avec le skieur alpin Julien Lizeroux, lui aussi membre de l'équipe de France jusqu'en 2021, et médaillé aux Championnats du monde 2009 à Val d'Isère.

## Palmarès

### Jeux olympiques
| Épreuve / Édition | Vancouver 2010 | Pyeongchang 2018 | Pékin 2022 |
| Slalom géant      | 16e            | 7e               | Abandon    |
| Super-G           | —              | 28e              | 19e        |

### Championnats du monde
| Épreuve / Édition | Val d'Isère 2009 | Garmisch-Partenkirchen 2011 | Schladming 2013 | Vail - Beaver Creek 2015 | Saint-Moritz 2017 | Åre 2019 | Cortina d'Ampezzo 2021 |
| Super-G           | –                | –                           | 27e             | 24e                      | 8e                | 16e      | 13e                    |
| Slalom géant      | 7e               | Bronze                      | Or              | 13e                      | Or                | 6e       | 7e                     |
| Slalom            | –                | 13e                         | –               | –                        | –                 | –        |                        |
| Parallèle         | –                | –                           | –               | –                        | –                 | –        | Bronze                 |
| Team Event        | –                | Or                          | –               | 5e                       | Or                | 5e       | –                      |

### Coupe du monde
- Meilleur classement général final : 6e en 2017
- 2 petits globes de cristal :
  - Vainqueur du classement du géant en 2017 et 2022.
- 36 podiums en carrière dont 16 victoires (toutes en slalom géant).

#### Différents classements en Coupe du monde
| Année/Classement | Général | Général | Descente | Descente | Super G | Super G | Géant  | Géant  | Slalom | Slalom | Combiné | Combiné |
| ---------------- | ------- | ------- | -------- | -------- | ------- | ------- | ------ | ------ | ------ | ------ | ------- | ------- |
| Année/Classement | Class.  | Points  | Class.   | Points   | Class.  | Points  | Class. | Points | Class. | Points | Class.  | Points  |
| 2005-2006        | 118e    | 2       | -        | -        | -       | -       | 57e    | 2      | -      | -      | -       | -       |
| 2007-2008        | 42e     | 136     | -        | -        | -       | -       | 14e    | 136    | -      | -      | -       | -       |
| 2008-2009        | 39e     | 187     | -        | -        | -       | -       | 11e    | 187    | -      | -      | -       | -       |
| 2009-2010        | 37e     | 192     | -        | -        | -       | -       | 13e    | 161    | 37e    | 31     | -       | -       |
| 2010-2011        | 16e     | 453     | -        | -        | 43e     | 13      | 2e     | 358    | 34e    | 36     | 27e     | 16      |
| 2011-2012        | 11e     | 589     | 39e      | 22       | 37e     | 17      | 3e     | 446    | 27e    | 71     | 23e     | 18      |
| 2012-2013        | 11e     | 512     | -        | -        | 22e     | 80      | 4e     | 383    | 38e    | 33     | 25e     | 16      |
| 2013-2014        | 40e     | 194     | -        | -        | 22e     | 55      | 16e    | 139    | -      | -      | -       | -       |
| 2014-2015        | 49e     | 132     | -        | -        | 34e     | 21      | 13e    | 111    | -      | -      | -       | -       |
| 2015-2016        | 27e     | 432     | 35e      | 19       | 21e     | 101     | 11e    | 188    | -      | -      | 11e     | 62      |
| 2016-2017        | 6e      | 870     | -        | -        | 9e      | 167     | 1re    | 685    | -      | -      | 32e     | 18      |
| 2017-2018        | 13e     | 607     | -        | -        | 18e     | 117     | 2e     | 490    | -      | -      | -       | -       |
| 2018-2019        | 14e     | 460     | -        | -        | -       | -       | 3e     | 460    | -      | -      | -       | -       |
| 2019-2020        | 29e     | 231     |          |          | 30e     | 41      | 8e     | 190    | -      | -      | -       | -       |
| 2020-2021        | 12e     | 479     |          |          | 17e     | 88      | 3e     | 391    | -      | -      | -       | -       |
| 2021-2022        | 8e      | 747     | -        | -        | 13e     | 180     | 1re    | 567    | -      | -      | -       | -       |
| 2022-2023        | 16e     | 500     | -        | -        | 12e     | 172     | 8e     | 328    | -      | -      | -       | -       |

#### Détail des victoires
| Édition / Épreuve | Slalom géant                  | Total |
| 2008-2009         | Aspen                         | 1     |
| 2009-2010         | Åre                           | 1     |
| 2010-2011         | Aspen Saint-Moritz Semmering  | 3     |
| 2011-2012         | Kranjska Gora Soldeu          | 2     |
| 2013-2014         | Saint-Moritz                  | 1     |
| 2016-2017         | Killington Sestrières Maribor | 3     |
| 2017-2018         | Lenzerheide                   | 1     |
| 2018-2019         | Sölden                        | 1     |
| 2020-2021         | Plan de Corones               | 1     |
| 2021-2022         | Lienz Lenzerheide             | 2     |
| Total             | 16                            | 16    |

### Championnats du monde juniors
- Championnats du monde juniors 2008 à Formigal (Espagne) :
  -  Médaille de bronze sur le slalom géant.

### Jeux mondiaux militaires d'hiver
| Épreuve / Édition        | Vallée d'Aoste 2010 | Annecy 2013 |
| Slalom géant             | -                   | 2e          |
| Slalom géant par équipes | -                   | 1re         |
| Slalom                   | 3e                  | 12e         |
| Slalom par équipes       | 1re                 | 2e          |

### Championnats de France

#### Elite
Tessa Worley a été 9 fois championne de France :
- 7 fois championne de France de slalom géant en 2008, 2009, 2011, 2015, 2017, 2018 et 2019[45]
- 2 fois championne de France de super-G en 2017 et 2018.
- Vice-championne de France de slalom géant en 2012 et 2013.
- Vice-championne de France de slalom en 2008 et 2009.
- Vice-championne de France de super-G en 2013.
- Troisième en super-G aux championnats de France de 2019.

#### Jeunes
4 titres de Championne de France (après 2005)

## Vidéographie
- Champions de France - Tessa Worley, série Champions de France, film-portrait raconté par Mélissa Theuriau, co-réalisé par Pascal Blanchard et Rachid Bouchareb 2016, 2 minutes[voir en ligne].